# Reserva Otoe
La reserva Otoe era una secció d'uns vint quilòmetres quadrats a cavall entre la frontera dels estats de Kansas i Nebraska. La major part de la reserva era a l'actual sud-est comtat de Jefferson (Nebraska).
Ja en 1834 els otoe cediren llurs terres al govern, en compliment d'un tractat. La reserva es va estendre sengles milles (3 km) al sud de la frontera de l'estat de tota la seva longitud, als comtats de Washington i Marshall a Kansas. A Nebraska es va estendre al comtat de Jefferson, que abans es deia comtat de Jones, i al comtat de Gage. En total es componia de 250 seccionss que sumaven 160.000 acres o 650 km². Les "townships" de Glenwood, Paddock, Liberty Township i Barneston estan totalment dins dels límits històrics de la reserva. També inclou seccions de les townships d'Elm, Sicily, Wymore, i Island Grove.
Tot i que els otoe es trobaven originalment a tot el sud-est de Nebraska, la seva principal ciutat era situada al riu Platte prop de l'actual Plattsmouth a la part oriental de l'estat. La Missió Moses Merrill es trobava en aquesta zona. Quan es va formar el territori de Nebraska en 1854, els otoe va renunciar a la seva demanda de la terra restant amb l'excepció d'una secció a prop del riu Big Blue. Això es va convertir en la Reserva Otoe.
En 1879, un nou tractat amb el govern federal li va donar el control legal per permetre que el otoe venguessin la reserva a canvi d'anualitats tribals, i reubicar-los al "país amerindi" Oklahoma. En la tardor de 1882, la resta de la tribu es va traslladar a Red Rock (Oklahoma), la reserva es va dissoldre, i la terra "subdesenvolupada" va ser posada a la venda. Els pocs otoes restants eren d'origen mixt i s'integren ràpidament amb els nous pobladors, sobretot els Barnes d'ascendència francesa i otoe.
El 31 de maig de 1883, 50.000 acres (200 km²) de la Reserva índia Oto i Missouri a Kansas i Nebraska es van obrir per a l'assentament en una venda pública. Quan es retiren el otoe, la cantonada sud-est del comtat de Jefferson es va obrir a la colonització i es va formar la comunitat de Diller.
En 1886 la tribu va compartir un agent indi amb altes nombroses tribus locals, inclosos els ponca i pawnee. L'agència fou col·locada a l'antiga reserva Otoe. L'actual poble de Barneston (Nebraska) s'assenta en el lloc d'un dels pobles més grans Oto durant el segle xix. S'hi troben l'agència índia i un lloc de comerç. Barneston va ser fundada per un caçador de pells francès que es va casar amb una dona otoe.